# Toblerone
Toblerone (Тоблерон, [ˈtoʊbləroʊn]; нім. [tobləˈroːnə]) — марка швейцарських шоколадних батончиків, що належить американській кондитерській компанії Mondelēz International. Продукцію виробляють в столиці Швейцарії, Берні а ведмедя, символ міста, досі видно на логотипі. Тоблерон відомий своєю самобутньою формою, низкою з'єднаних чотирикутних пірамід.

## Історія

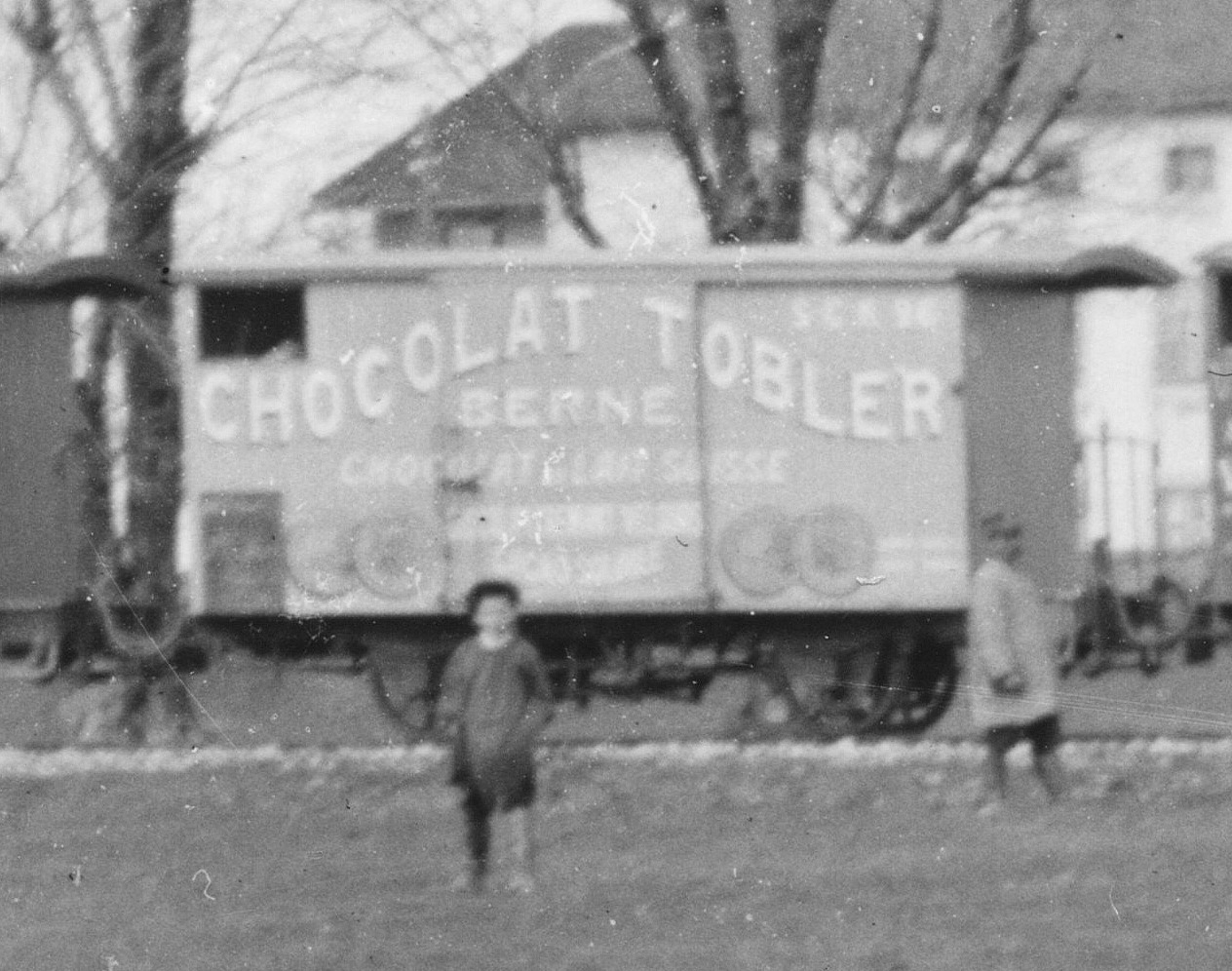
Toblerone (1932).

Власне рецепт Toblerone був вигаданий Теодором Тоблером та його двоюрідним братом Емілем Бауманном у 1908 році та включав у себе нугу, мигдаль, мед та молочний шоколад. Сама назва шоколаду походить від поєднання прізвища кондитера Тоблер та італійського слова torrone — особливого типу нуги. Бренд було зареєстровано у 1909 році у місті Берн.
Існує кілька версій незвичної форми шоколаду. Згідно з однією з них, шоколад нагадує гору Маттергорн, що у швейцарських Альпах. Інша версія каже, що на його створення Тоблера надихнули танцюристки вар'єте, які в кінці виступу утворювали живу піраміду.

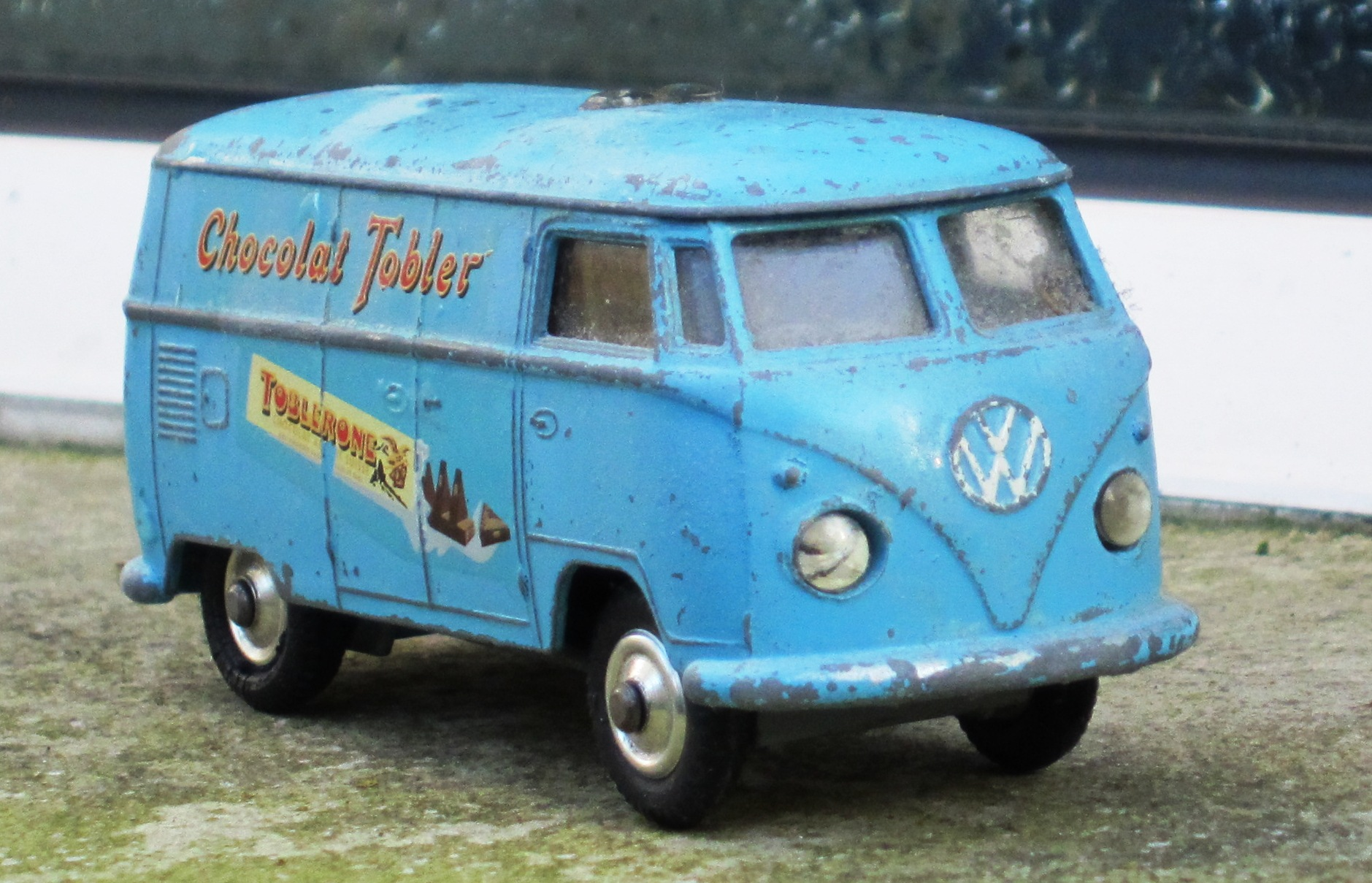
Реклама в 1960-х включала виробництво моделі Volkswagen Type 2 фірми Corgi Toys, на бічних панелях якої було представлено рекламні елементи Toblerone.

Деякі ранні реклами для шоколаду з'явилися міжнародними мовами есперанто та ідо.

## Розміри та варіанти
Розміри батончиків можуть бути від 10 см до майже 1 м, всі пропорційно однакові. Відповідно до Schott's Food & Drink Miscellany розміри та кількість піків для Тоблеронів такі:
| Розмір (г)  | Крихітний | Міні | 35 гр     | 50 гр     | 75 гр     | 100 гр    | 150 гр    | 360 гр     | 750 гр     | 4.5 кг    |
| Розмір (оз) |           |      | 1,2 унції | 1,7 унції | 2,6 унції | 3,5 унції | 5,3 унції | 12,7 унції | 26,5 унцій | 159 унцій |
| Піки        | 3         | 3    | 8         | 11        | 11        | 12        | 9         | 11         | 17         | 12        |

Для щорічного Toblerone Schoggifest створюється спеціальний великогабаритний батончик для святкування його річниці. Вага такого батончику відображає роки Toblerone, перший батончик у 2008 році важив 100 кг.
З 1970-х років випускаються різноманітні варіанти Toblerone. До них належать:
| Назва                 | Опис | Дата початку виробництва |
| --------------------- | --- | ------------------------ |
| Plain chocolate       | темний шоколад у жовтій або чорній трикутній коробці                                                                                          | 1969                     |
| White chocolate       | білий шоколад у білій трикутній коробці | 1973                     |
| Snowtop               | видання з піками з білого шоколаду, також у білій / срібній трикутній коробці                                                                 |                          |
| Filled editions       | молочний шоколад з начинкою білого шоколаду (синя трикутна коробка)                                                                           |                          |
| OneByOne              | трикутні шматочки в індивідуальних обгортках                                                                                                  |                          |
| Toblerone Praline     | версія з одним великим трикутником, у відмінній бежевій упаковці                                                                              | 1997                     |
| Fruit and Nut         | напівфіолетова коробка | 2007                     |
| Honeycomb crisp       | напівбіла коробка з шматочками сот, зображеними на ній                                                                                        | 2009                     |
| Crunchy Salted Almond | з медом, мигдалевою нугою та солоним карамелізованим мигдалем                                                                                 |                          |
| Berner Bär            | 500-грамовий батончик молочного шоколаду, з рельєфним портретом бернського ведмедя та герба Берна на обкладинці. Єдиний нетрикутний Тоблерон. |                          |
| Toblerone Tobelle     | шоколадні трикутники у бежевій трикутній коробці                                                                                              |                          |
| Crispy Coconut        | з медом, мигдалевою нугою, та кокосом |                          |

## Зміни розміру 2016 року
У 2016 році у двох видах батончиків у Великій Британії було прибрано два з піків, та введені більші прогалини між ними, щоб зменшити вагу батончиків та зменшити витрати, зберігаючи незмінними розмір упаковки та роздрібну ціну. Ця зміна зменшила вагу 400-грамового батончику до 360г і 170-грамового до 150г. Зміни не були сприйняті добре а один з членів парламенту Шотландії закликав парламент до «урядових дій» з причини змін. У 2018 році було оголошено, що батончики повернуться до своєї початкової форми, а батончик 150г буде замінений 200-грамовим.

## Схожі товари
Подібним продуктом є хорватський Kolumbo, що виготовляється фабрикою Kraš із Загреба. Цей шоколад з фундука та меду також має форму пірамід. Іншим подібним продуктом є Mahony, виробництва компанії Chocolat-Frey AG у Швейцарії.
У липні 2017 року, у відповідь на зменшення розмірів Toblerone у 2016 році, британська мережа магазинів Poundland запустила власну версію Toblerone під назвою «Twin Peaks», яка є більшою за видозмінений Toblerone.

## Культурний вплив
Самобутня пірамідальна форма батончика дала свою назву лінії Toblerone — серії протитанкових позицій, що розміщені у прикордонних районах Швейцарії.
У 1995 році було розкрито, що шведська політична діячка Мона Салін зловживала її, виданою урядом, кредитною карткою для несанкціонованих покупок. Оскільки вона купила, серед багатьох інших більш дорогих речей, два батончики Toblerone, про-Салінські журналісти намагалися применшити її зловживання фінансовими пільгами парламенту як «справа Toblerone». Ці спроби зрештою були безуспішними, і Салін була змушений відступити як кандидат на пост прем'єр-міністра. Вона повернулася до політики в 1998 році.